# Gendèr (muziekinstrument)

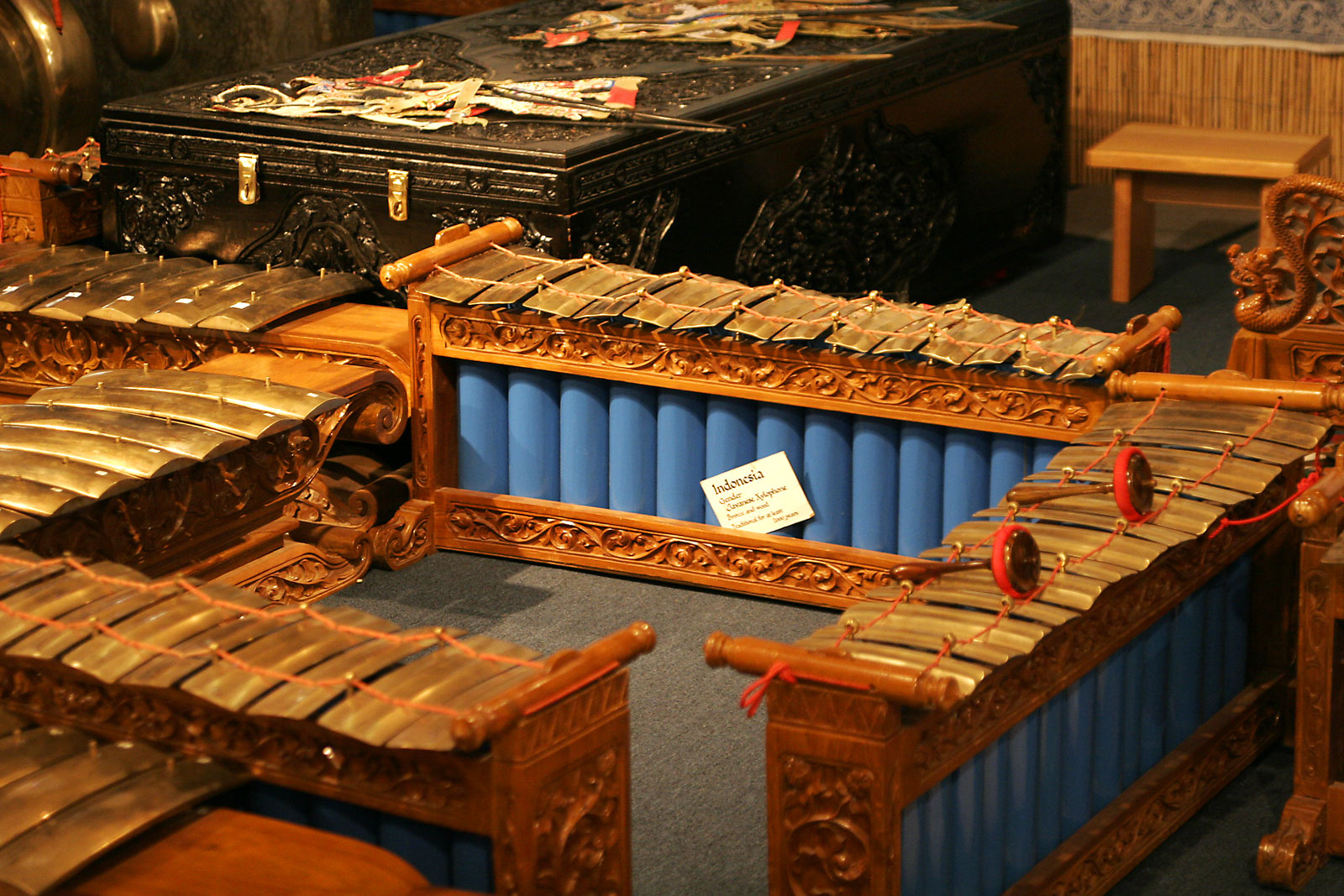
Drie Javaanse gendèrs in hoekopstelling

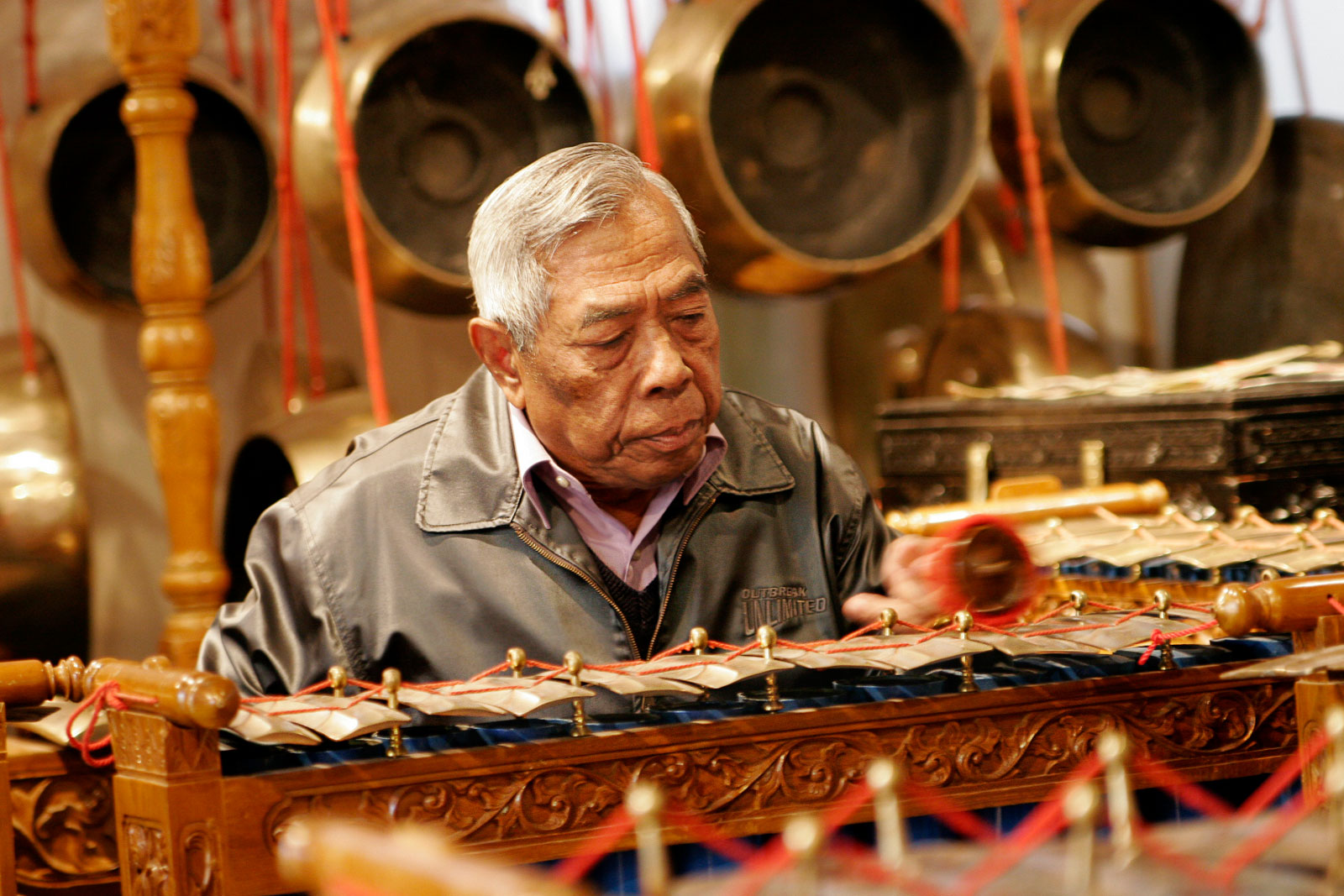
Een man die een gendèr bespeelt

Een gendèr is een muziekinstrument uit de groep der metallofonen, die met name gebruikt wordt in Balinese en Javaanse gamelanmuziek.

## Opbouw
Het instrument bestaat uit 10 tot 14 op toonhoogte gestemde metalen en licht gebolde staven, die op een koord boven een gestemde resonator van bamboe of metaal rusten. De staven worden bespeeld met stokken met een houten schijfkop (op Bali) of met een omwonden schijfkop (Java). Elke staaf heeft een eigen toonhoogte, en het totale bereik omspant ruim twee octaven. Per octaaf worden echter slechts vijf verschillende tonen uit de toonladder gebruikt: de overige tonen ontbreken.
De gendèr is vergelijkbaar met de Balinese gangsa en saron, en met de Javaanse slenthem.

## Twee soorten
In sommige vormen van gamelanmuziek worden twee verschillende gendèrs gebruikt. De ene heet gendèr panerus. Deze is een octaaf hoger gestemd dan de andere, de gendèr barung. Het hoge instrument speelt daarbij doorgaans een melodische lijn of patroon, het lage instrument speelt langzamere maar veeleer complexere patronen. Soms bewegen de twee lijnen in parallelle beweging, soms in tegenbeweging (contrapunt). Wanneer de gendèr met twee stokken bespeeld wordt is de techniek om de klankstaven na aanslag te dempen ingewikkelder dan bij bespeling met slechts 1 stok. 
Beide typen gendèr worden semi-geïmproviseerd bespeeld in vrije patronen (cengkok), die uitwerkingen behelzen van de meer vaste patronen (seleh). Vaak worden in een gamelanensemble drie gendèrs tegelijk gebruikt, die dan in een hoekopstelling worden geplaatst.